# Корпус городской больницы (Чернигов)
Корпус городской больницы — памятник архитектуры местного значения в Чернигове. Сейчас в здании размещается стационарный корпус городской больницы № 1.

## История
Решением исполкома Черниговского областного совета народных депутатов от 12.02.1985 № 75 присвоен статус памятник архитектуры местного значения с охранным № 19-Чг. Здание имеет собственную «территорию памятника» и расположено в «комплексной охранной зоне» (которая также включает другой памятник Дом меры и веса и еще три здания), согласно правилам застройки и использования территории. На здании установлена информационная доска.

## Описание
Черниговская городская больница была открыта в 1785 году как больница приказа общественного призрения.
В 19 веке было построено 2-этажное здание с фронтоном для богоугодного заведения. Здание расположено в глубине двора. Сейчас каменный, 3-этажный дом на цоколе, прямоугольный в плане, фасад завершается треугольным фронтоном. Имеются боковые флигели, перпендикулярные торцам здания. Фасад направлен на юго-восток, ко входу ведёт лестница. 
В состав современного комплекса городской больницы входят здания, построенные в стиле классицизма в начале 19 века по проекту архитектора Антона Ивановича Карташевского, согласно плану города Чернигова 1803 года. Комплекс зданий предназначался для богоугодных заведений. Состоял из 10 одно-двухэтажных зданий, из них сохранилось только 5. В 1938-1939 годы севернее от главного дома были возведены два 2-этажных корпуса по проекту архитектора В. М. Дюмина. В период Великой Отечественной войны комплекс пострадал. В послевоенные годы главное здание было возобновлено с надстройкой 3-го этажа. 

Одноэтажное здание комплекса